# Jack McGrath
John James McGrath (8 de outubro de 1919 – 6 de novembro de 1955) foi um automobilista norte-ameriano.
McGrath esteve em oito 500 Milhas de Indianápolis (seis quando a prova fazia parte do calendário da Fórmula 1 de 1950 até 1960): 1948, 1949, 1950, 1951, 1952, 1953, 1954 e 1955. Seus melhores resultados foi dois 3º lugares: 1951 e 1954, ano em que ele largou na pole position.